# بيت ميدوز (كولومبيا البريطانية)
بيت ميدوز (بالإنجليزية: Pitt Meadows)‏ هي مدينة كندية تقع في مقاطعة كولومبيا البريطانية. تبلغ مساحة هذه المدينة 85.3781 (كم²)، ويبلغ عدد سكانها 15623 نسمة حسب إحصاء سنة 2006 م، بينما كان يسكنها 14670 نسمة في سنة 2001 م. تحتل هذه المدينة المرتبة رقم 244 بين مدن كندا حسب عدد السكان والمرتبة رقم 40 في المقاطعة. نما عدد السكان في هذه المدينة بنسبة (6.5) بين العامين المذكورين.

## أعلام
- براندان موريسون

## وصلات خارجية
- الأطلس الحكومي لكندا
- إحصاءات كندا مع ساعة تعداد السكان